# Appenzeller skägghöns

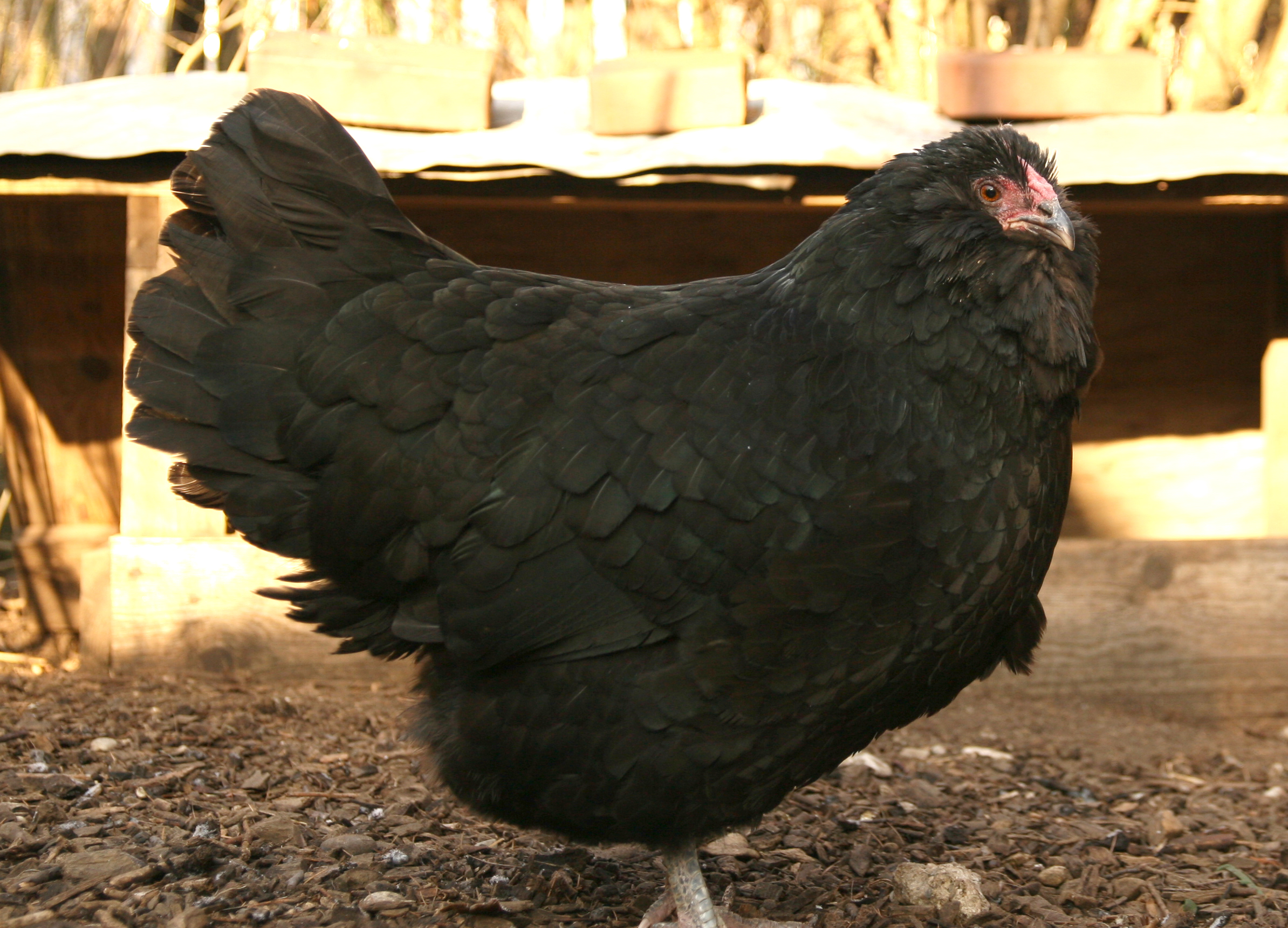
Appenzeller skägghöns.

Appenzeller skägghöns är en lätt hönsras från Appenzellerland (Appenzell Innerrhoden och Appenzell Ausserrhoden) i Schweiz, framavlad ur lanthöns i slutet av 1800-talet. Hönsen är anpassade till den kyla som kan råda i Alperna genom att fjäderdräkten skyddar deras hals och öron, så kallat skägg.
Appenzeller skägghöns är bra värphöns och även om hönornas ruvlust vanligen inte är så utpräglad så kan de ibland vara villiga att ruva fram kycklingar. Om en höna ruvar fram kycklingar ser hon efter dem väl. 
En höna väger omkring 1,7 kilogram och en tupp väger 2-2,3 kilogram. Äggen är vita och väger ungefär 60 gram. Till sitt sätt är Appenzeller skägghöns livliga och temperamentsfulla. Om hönsen hålls frigående är de bra på att hitta egen föda.

## Färger
- Blå kanttecknad
- Guldhalsad
- Svart